# Suzanne Wittek-De Jongh
Suzanne Wittek née De Jongh à Schaerbeek en 1915 et morte le 28 février 1964, probablement à Londres, est une historienne et une résistante de la Seconde Guerre mondiale au sein du Réseau Comète mis sur pied par sa sœur, Andrée De Jongh et Arnold Deppé. Arrêtée en juillet 1942, elle est déportée et ne sera libérée qu'en avril 1945. Elle est la femme de Paul Wittek spécialiste de l'histoire du début de l'Empire ottoman.

## Éléments biographiques
Suzanne De Jongh est née à Schaerbeek en 1915, son père, Frédéric De Jongh est directeur de l'école no 8. Sa mère est Alice Decarpentrie, également enseignante. Le couple s'est marié en 1913. En 1916, une autre enfant naît, Andrée De Jongh. La famille est traversée par une fibre patriotique hors du commun, le paternel évoquant fréquemment l'action de résistantes de la Première Guerre mondiale comme Gabrielle Petit ou Edith Cavell.

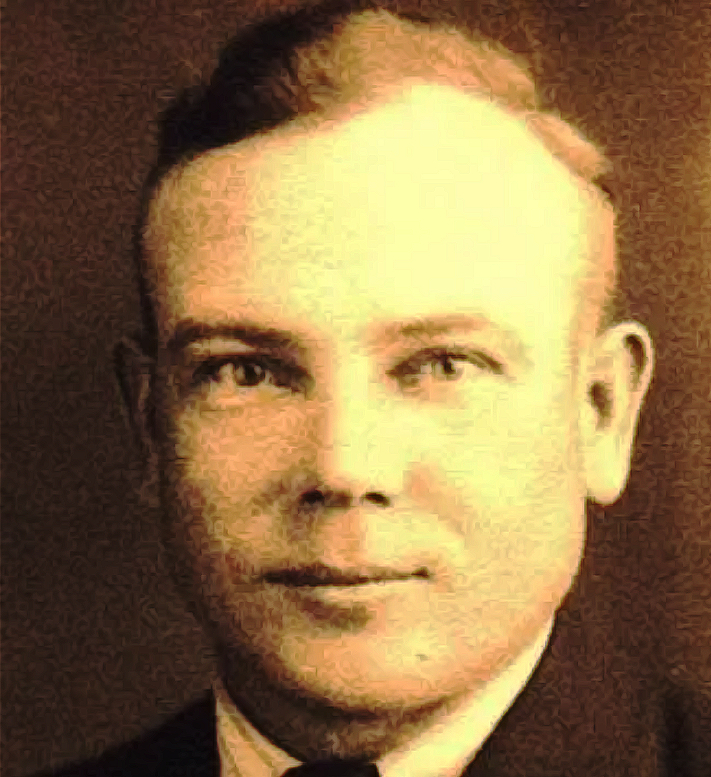
Paul Wittek vers 1937.

En 1937, Suzanne est diplômée d'histoire à l'Université libre de Bruxelles où elle a fait la connaissance d'un de ses professeurs, Paul Wittek, un réfugié autrichien qui pour fuir la montée du nazisme avait quitté son Autriche natale avec femme et enfants pour s'installer à Bruxelles. En 1936, sa femme était morte inopinément. Suzanne, bien que de dix-neuf années sa cadette, tombe amoureuse de son professeur et le couple se marie en 1938. Ils s'installent dans la maison familiale des De Jongh, au no 73 de l'avenue Émile Verhaeren, dont ils occupent désormais le rez-de-chaussée faisant passer la famille de 4 à 9 membres en une seule fois. Les trois enfants de Paul Wittek sont Jean appelé « Frédéric », 13 ans, Mady, 12 ans et Martin, 9 ans.
En mai 1940, La Belgique est envahie. Suzanne, son mari et ses enfants sont contraints de prendre les routes de l'exode pour tenter de rallier l'Angleterre. Paul est arrêté à Gand par la Gendarmerie belge qui a reçu ordre d'interpeler tout ressortissant "suspect" et de les envoyer en France. Suzanne et les trois enfants ne peuvent le suivre et doivent rejoindre Bruxelles. Paul, ayant pu convaincre un officier français qu'il ne constituait pas une menace, parvient in extremis à rejoindre Dunkerque et à prendre l'un des derniers bateaux en partance pour l'Angleterre. Son objectif de partir aux États-Unis ne se concrétisera pas malgré les démarches entreprises par son ami, Sydney Nettleton Fisher (en). Paul Wittek restera, la guerre durant, exilé à Londres où il enseigne à l'université,.

### Son action durant la Seconde Guerre mondiale
Lors de l'invasion de la Belgique, Andrée De Jongh, la soeur de Suzanne qui travaillait à Malmedy, parvient à regagner Bruxelles de justesse. Elle manifeste aussitôt sa disponibilité auprès de la Croix-Rouge et est affectée aux soins des blessés à Bruges. Elle y côtoie des soldats britanniques pris au piège n'ayant pu être évacués via Dunkerque. Elle permet à certains d'entre eux de s'évader et de se dissimuler clandestinement dans des familles qui acceptent de les héberger. Lorsque sa mission prend fin à Bruges, elle rentre à Bruxelles où elle retrouve Suzanne et les trois enfants, son père, Frédéric, sa mère, Alice et la sœur d'Alice, Eugénie. Andrée s'investit alors pleinement dans la résistance en venant en aide aux soldats britanniques dissimulés dans des foyers bruxellois. Il faut mettre sur pied une ligne d'évasion pour permettre à ces soldats piégés en territoire ennemi et à ces aviateurs tombés sur le sol belge de rallier l'Angleterre. En mars 1941, elle rencontre Georges Maréchal, sa femme Elsie Maréchal-Bell et leur fille, little Elsie qui tiennent une safe house à Schaerbeek. Elle rencontre Arnold Deppé qui a vécu dix ans dans la région de Saint-Jean-de-Luz et avec lui elle met sur pied la filière d'évasion, en train, de Bruxelles à Valenciennes, ensuite la traversée de la Somme à la nage ou en barque puis Paris, Bayonne, Saint-Jean-de-Luz. Ensuite, à Urrugne où des passeurs basques les font traverser les Pyrénées jusqu'au consulat britannique de Bilbao d'où ils sont pris en charge et transportés à Madrid puis Gibraltar et de là, rejoignent l'Angleterre par bateau ou par avion. Le Réseau Comète, comme il s'appellera désormais, est opérationnel en juillet 1941. Malheureusement, Arnold Deppé est arrêté rapidement ainsi que ses candidats à l'exfiltration. Andrée De Jongh assume alors seule la coordination du réseau. Le père d'Andrée et de Suzanne, Frédéric De Jongh est sollicité pour coordonner les actions à Bruxelles, Suzanne, sa mère et sa tante Eugénie, « tante Ninie », prennent pleinement part à l'organisation de la partie bruxelloise du réseau.

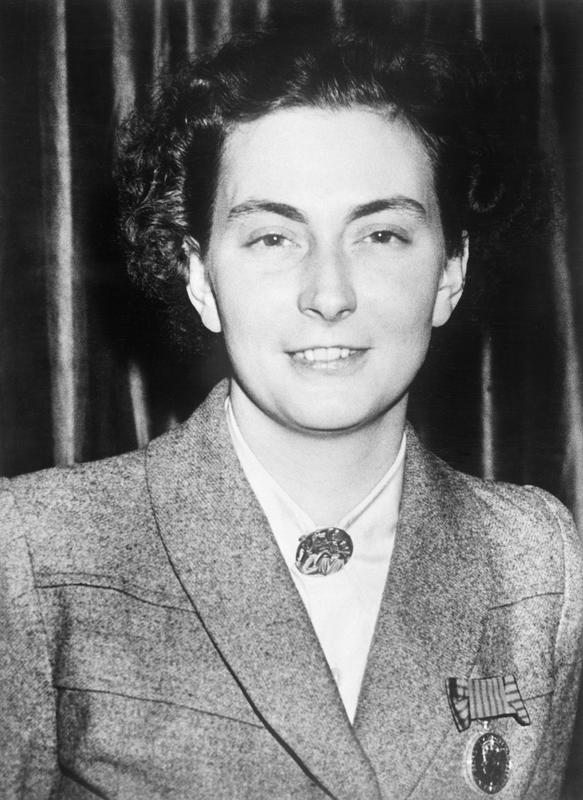
Andrée De Jongh qui disait de sa soeur : Ma sœur aînée est très différente de moi. Suzanne est aussi douce que je suis explosive. Et en plus elle s’étonne de mes explosions. Elle est plus intelligente que moi, plus fière aussi.

En février 1942, le réseau est infiltré depuis 9 mois par un V-Mann, Victor Demets. À cette époque, la Geheime Feldpolizei décide de procéder à l'arrestation de son père Frédéric De Jongh mais ce dernier est à Valenciennes pour plusieurs jours, Suzanne et sa mère, Alice, sont arrêtées à leur domicile et interrogées la journée entière. Frédéric De Jongh est contraint à la clandestinité et, sur les conseils de sa fille, Andrée, rejoint Paris. Suzanne et sa mère sont relaxées mais probablement mises sous surveillance. Le 30 avril 1942, Frédéric De Jongh quitte Bruxelles et part clandestinement pour la France, il s'installe à Paris pour y coordonner cette partie du réseau, Henri Michelli prend sa suite à Bruxelles. Le dimanche 3 mai 1942, Henri Michelli propose à Jean Greindl de devenir son adjoint. Celui-ci accepte.
Le 6 mai 1942, Henri Michelli, infiltré, est arrêté ainsi que Charles Morelle et trois agents belges parachutés depuis Londres. Il s'agit à nouveau de remettre en place une coordination à Bruxelles et de restructurer le réseau. Frédéric De Jongh avait déjà été en contact avec le directeur de la Cantine suédoise qui vient en aide aux enfants démunis en leur fournissant des vêtements et de la nourriture, Jean Greindl qui avait accepté de seconder Henri Michelli. Ce dernier est approché. Suzanne sert alors d'agent de liaison entre lui et son père. Jean Greindl reprend la tête du réseau bruxellois sous le pseudo de « Némo ». La cantine devient une couverture parfaite pour les membres du réseau. Peggy Van Lier devient le bras droit de Némo, ensemble, ils redessinent le réseau. Ils déterminent 4 secteurs en Belgique : Gand, Hasselt, Liège et Namur. Des procédures sont mises en place pour collecter les pilotes alliés sur l'ensemble du territoire et les acheminer vers l'une de ces villes où ils seront pris en charge vers Bruxelles où ils seront hébergés dans des safe houses en attendant leur exfiltration. Suzanne recrute Young Elsie pour travailler avec « Némo ».
Le 2 juillet 1942, Suzanne, impliquée dans la tentative pour faire évader Michelli de la prison de Saint-Gilles, est arrêtée, interrogée et incarcérée, à son tour, à la prison de Saint-Gilles. En novembre 1942, la famille Maréchal est arrêtée, le réseau ayant été infiltré par deux pseudo-pilotes américains qui étaient en fait des agents de la Geheime Feldpolizei. Suzanne parvient à entrer en contact avec Young Elsie via les tuyauteries de chauffage de la prison. Elles conviennent alors d'un rendez-vous simultané chez le dentiste pour pouvoir échanger sur les manigances des Allemands pour démanteler le réseau et échanger des lettres. Elles furent découvertes et conduites en cellule disciplinaire.
Suzanne est déportée en tant que Nacht und Nebel, elle connait les camps de concentration de Ravensbrück où elle retrouve sa sœur et de Mauthausen, d'où elles sont libérées par la Croix-Rouge internationale le 22 avril 1945.
Andrée, sa sœur, avait été dénoncée par un valet de ferme voisin de Bidegain Berri, le refuge basque tenu par Frantxia Haltzuet, Donato Errasti (eu), et avait été capturée le 15 janvier 1943 alors qu'elle s'apprêtait à traverser les Pyrénées avec un groupe d'aviateurs. D'abord emprisonnée à Bayonne, puis au Fort du Hâ et à Biarritz, elle est transférée à la maison d'arrêt de Fresnes le 27 mars 1943. Andrée avoue qu'elle est la fondatrice de la ligne d'évasion, mais la Gestapo ne la croit pas. Elle est envoyée à la prison de Saint-Gilles et déportée en Allemagne en juillet 1943.
Quant à son père, Frédéric, il est capturé à Paris en juin 1943 et fusillé au mont Valérien, le 28 mars 1944. La filière sera alors dirigée par Jean-François Nothomb, alias « Franco », qui sera arrêté le 18 janvier 1944 puis déporté.

### Après la guerre
Suzanne, éprouvée par la guerre et sa déportation, récupère vite. Paul Wittek, son mari peut enfin rentrer à Bruxelles retrouver sa femme et ses enfants désormais âgés de 20, 21 et 16 ans. Paul écrit à son ami : "Suzanne a sauvé la situation en acceptant un poste de professeur d'histoire dans une école de filles, quelques mois seulement après son retour de captivité. Heureusement, elle s'est rapidement rétablie, même si par la suite elle a commencé à avoir du mal à supporter la tension de sa nouvelle activité.". En septembre 1948, Paul Wittek et sa femme s'installent à Londres où il a accepté un poste à l'université de Londres au sein de l'École des études orientales et africaines pour y enseigner le turc, ce qu'il fit jusqu'en 1961,.
Suzanne, en 1948, sous le pseudonyme de Cécile Jouan, publie « Comète : histoire d'une ligne d'évasion ». Elle s'intéresse à l'histoire Byzantine. Elle publie notamment en 1953 une thèse audacieuse : « Le César Nicéphore Bryennios, l'historien, et ses ascendants ». Elle meurt, le 23 février 1964, à l'âge de 49 ans. Son mari, Paul Wittek, meurt à Londres, le 13 juin 1978.

### Reconnaissances
- Une Stolpersteine (un pavé de mémoire) figure devant son habitation au no 73 de l'avenue Émile Verhaeren[17].
- En 2017, une plaque commémorative est placée sur la tombe d'Andrée De Jongh à la mémoire de Suzanne Wittek-De Jongh et de sa tante Eugénie De Jongh leurs sépultures n'ayant pas été conservées[18].

### Publications
- Cécile Jouan (Suzanne Wittek-De Jongh), Comète : histoire d'une ligne d'évasion, Furnes, 1948.
- Suzanne Wittek-De Jongh, « Le César Nicéphore Bryennios, l'historien, et ses ascendants », Byzantion, vol. 23,‎ 1953, p. 463–468 (ISSN 0378-2506, lire en ligne, consulté le 11 avril 2024)